# Мала шљука
Мала шљука (лат. Lymnocryptes minimus) је мала здепаста птица водених станишта. То је најмања шљука и једини члан рода Lymnocryptes. Карактеристике попут грудне кости и непрекидног њихања горе-доле чине је прилично различитом од осталих шљука или шумске шљуке.

## Таксономија
Малу шљуку је формално описао дански зоолог Мортен Тране Бриних 1764. године под биномним називом Scolopax minima. Он је навео типску локацију као данско острво Кристијансе. Бриних је свој приказ засновао на делу La petite béccassine које је 1760. године описао и илустровао француски зоолог Матирен Жак Брисон. Шљука је сада једина врста смештена у род Lymnocryptes, који је 1826. године увео немачки зоолог Фридрих Боје. Врста се сматра монотипском: нису препознате подврсте. Име рода Lymnocryptes потиче од старогрчких речи лимне (прев. мочвара) и криптос (прев. скривен). Име врсте minimus потиче из латинског језика и значи „најмањи“.
Уобичајено име потиче од велшке речи за шљуку, "giach" али савремени речници кажу да потиче од мушког имена "Jack". Алфред Њутн је претпоставио да, „То може бити, као код домаћег магарца, не енглеском "Jackass", показатељ пола, јер је популарно веровање да је шљука мужјак обичне врсте; или, опет, може се односити на релативно малу величину птице, јер је "Jack" у игри здела најмањи од играча који користе лоптице, и како га зову "Jack" штука.

## Опис
Одрасле јединке су мање од барских шљука и имају релативно краће кљунове. Дужина птице је 18-25 , распон крила је 30-41  и тежина је 33-73 гр. Тело је пегаво смеђе на врху и бледо одоздоле.Мале шљуке имају тамну пругу која пролази кроз око. Крила су шиљаста и уска, а жуте пруге на леђима су видљиве у лету. Када се види, препознатљиво њихање, као да је птица на опругама, има готово хипнотички квалитет.
Шара на глави црне шљуке разликује се од барске шљуке и других врста из рода Gallinago, по томе што нема централне пруге на круни; уместо тога, постоје две бледе бочне пруге на круни, које су од обрве одвојене подручјем тамног перја.

## Распрострањеност и станиште
Мале шљуке су селице, а период када се не гнезде, проводе у Великој Британији, на атлантској и медитеранској обали Европе, Африци и Индији. Мала шљука је једна од врста на коју се примењује Споразум о очувању афричко-евроазијских птица селица водених станишта (AEWA). Њихово станиште за размножавање су мочваре, тресетишта, тундре и влажне ливаде са кратком вегетацијом у северној Европи и северној Русији. Мале шљуке су ретке луталице у Северној Америци. Такође постоји запис из Колумбије у Јужној Америци.

## Понашање
Мале шљуке могу бити сакривене у подручјима где се не гнезде и тешко их је посматрати, јер су добро камуфлиране у свом станишту. Због тога су посматрачи птица развили специјализовану технику за њихово проналажење. То подразумева ходање кроз његово мочварно станиште док се птица не узнемири и не одлети. Шљука ће чучнути и неће се шуњати из заклона док се уљез не приближи сасвим близу. Затим тихо лете кратку удаљеност пре него што се врате у вегетацију.

### Храњење
Хране се у меком блату, испитујући или скупљајући храну прегледом терена. Углавном једу инсекте и глисте, а такође и биљни материјал.

### Гнежђење
Мужјак изводи ваздушни приказ током удварања, током којег испушта карактеристичан звук попут галопирајућег коња. Зими је тиха птица и не оглашава се. Гнезде се на добро скривеном месту на земљи, полажући 3-4 јаја.